# Reiriz (Samos)
Reiriz (llamada oficialmente Santo Estevo de Reiriz) es una parroquia y una aldea española del municipio de Samos, en la provincia de Lugo, Galicia.

## Otras denominaciones
La parroquia también es conocida por los nombres de San Estebo de Reiriz y San Estevo de Reiriz.

## Organización territorial
La parroquia está formada por tres entidades de población:

### Entidades de población
Entidades de población que forman parte de la parroquia:
- Aián
- Reiriz

### Despoblado
Despoblado que forma parte de la parroquia:
- Veiga (A Veiga)

## Demografía

### Parroquia
| Gráfica de evolución demográfica de Reiriz (parroquia) entre 2000 y 2021 |
|                                                                          |
| Datos según el nomenclátor publicado por el INE.                         |

### Aldea
| Gráfica de evolución demográfica de Reiriz (aldea) entre 2000 y 2021 |
|                                                                      |
| Datos según el nomenclátor publicado por el INE.                     |